# Abbaye de Comburg
Les abbayes de la grande et petite Comburg ont été des établissements religieux, respectivement fondés aux XIe et XIIe siècles sur un promontoire rocheux ou sur un versant de la vallée du Kocher au niveau du village de Steinbach, annexe de la communauté de communes de Schwäbisch Hall. La première et plus grande abbaye fut un monastère bénédictin masculin avant de devenir un chapitre collégial noble ; la seconde fut initialement un couvent de femmes soumis à la règle bénédictine, puis une prévôté de l’abbaye de la grande Comburg (du XIIIe au XVe siècle), puis un couvent de capucins (1684-1802) et enfin brièvement un couvent de sœurs franciscaines (1861-1867).
Il est à noter que les deux établissements désacralisés au XIXe siècle devinrent des prisons ou camps de détention : la petite Comburg fut une annexe de l'établissement pénitentiaire de la ville de Schwäbisch Hall de 1877 à 2015 et la grande Comburg servit de camp de prisonniers de guerre pendant la seconde Guerre mondiale, puis de camp de Personnes déplacées après 1945.
Aujourd’hui, la grande Comburg héberge l’Académie de formation continue du personnel enseignant du land de Bade-Wurtemberg, l’équivalent des ESPE françaises avec une spécialisation sur la formation continue des maîtres comme des chefs d’établissement.

## Abbaye de la grande Combourg

### Abbaye bénédictine

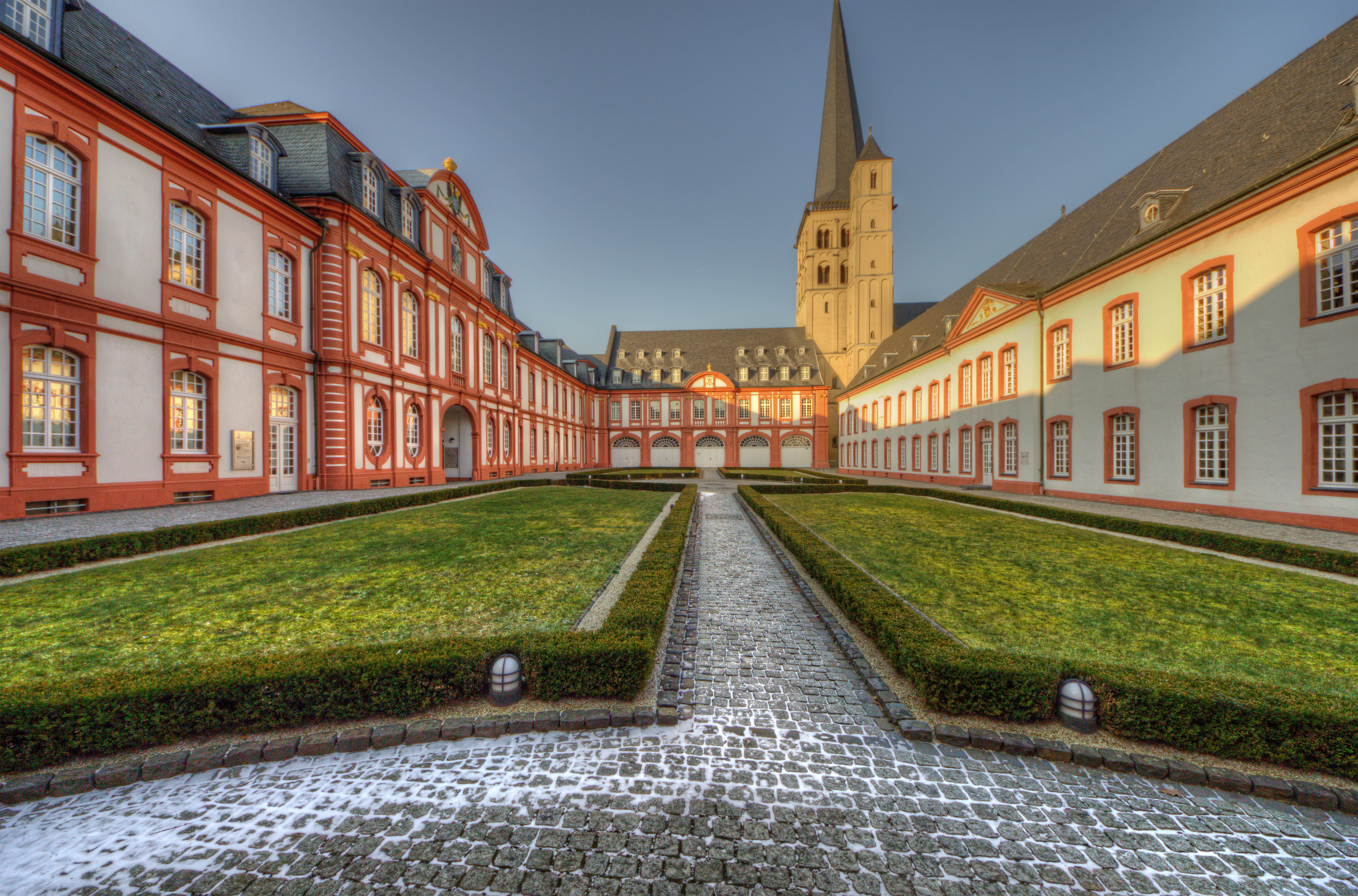
Abbaye de Brauweiler.

Les comtes de Comburg-Rothenburg fondèrent l’abbaye bénédictine autour de 1078 sous l’autorité spirituelle du diocèse de Évêché de Wurtzbourg. L’initiative en reviendrait à Burkhard, l’un de quatre frères détenteurs d’un château sis sur un promontoire rocheux contrôlant la vallée du Kocher. Les autres frères co-comtes de Comburg-Rothenburg étaient Rugger, Heinrich et Emehard. Le dernier devint évêque de Wurtzbourg en 1089. Burkhard était de santé fragile, probablement atteint d’une formé d’ostéoporose précoce, et ne put assurer ses fonctions de châtelain. Conformément à la mentalité de l’époque, le comte pensait déjà au salut de son âme et souhaita, en guise de bonnes œuvres, l’érection d’un couvent bénédictin dans l’enceinte du château féodal dont il devint lui-même moine. 
La famille comtale ne fut pas la seule à financer la fondation combourgeoise car des aristocrates proches parents ou originaires des pays voisins du comté ont également contribué à son érection. Parmi eux, le cofondateur Wignand, négociant et ministériel de l’archevêché de Mayence fit don de nombreuses propriétés domaniales à la nouvelle abbaye. Il entra dans les ordres et devint un des frères de l’abbaye.
Les ossements des deux donateurs principaux, Burkhard et Wignand, sont conservés dans un sarcophage dans le chœur et la partie romane de la première église conventuelle.
Les premiers frères de la grande Comburg  provinrent de l’abbaye mère de Brauweiler  en Rhénanie proche de Cologne. Vers 1088, la nomination d’un abbé originaire de l’abbaye réformatrice d’Hirsau entraîne celle de Comburg dans la mouvance ou réforme de Hirsau, version germanique de la réforme clunisienne importée par Guillaume de Hirsau.
Comme tous les établissements du clergé régulier dont les membres n’étaient pas autorisés à porter les armes et à répandre le sang, l’abbaye de Combourg fit appel à un avoué pour sa protection et la représentation juridique.
- 1078-1138 : l’avouerie fut d’abord et logiquement assumée par la famille fondatrice des comtes de Comburg-Rothenburg[2] jusqu’à son extinction par manque de descendance mâle en 1138.
- 1138-1318 : la charge d’avoué fut  ensuite assurée par la dynastie des Hohenstaufen[2] qui étaient en concurrence pour cette fonction avec les comtes Schenken von Limpurg, seigneurs voisins de Schwäbisch Hall ; en conséquence, elle devient une avouerie royale car les Hohenstaufen fournissent à cette époque la majeure partie des rois des Romains.
- 1318-1484 : les Schenken von Limpurg qui estimaient être les détenteurs de droit de l’avouerie furent encore une fois écartés en 1318 lorsque la fonction d’avoué fut attribuée à la ville libre d’Empire Schwäbisch Hall[2] sur décision du duc de Bavière, roi des Romains, puis empereur des Romains, Louis IV de la maison de Wittelsbach.
- 1484-1488 : l’avouerie est confiée au prince-évêque de Wurtzbourg à titre de fief impérial[2]. Mais celui-ci désigna les Schenken von Limpurg comme sous-avoués. Les Schenken von Limpurg sont très impliqués dans la vie ecclésiastique car on les retrouve dans différentes régions germanophones dans les hautes fonctions de dirigeants à l'instar de Georg III. Schenk von Limpurg, prince-évêque de Bamberg ou Erasme Schenk de Limpurg-Gaildorf, prince-évêque de la principauté épiscopale de Strasbourg.

Blason de la ville libre d'Empire Schwäbisch Hall, avoué de l'abbaye de Comburg.

L’abbaye connut au XIVe siècle une première période crise à la fois d’ordre économique et spirituel. Les deux aspects sont liés dans cette institution car les frères influents, souvent servis par des frères lais, étaient des nobles qui apportaient leurs biens dans l’abbaye et n’entendaient pas forcément faire preuve de pauvreté et d’ascèse. Les tensions internes entre le prieur et les autres frères portaient sur la gestion des biens du couvent. Dans la deuxième moitié du XIVe siècle, l’abbaye se rétablit sur le plan économique, mais la réticence à respecter à la lettre la règle de l’ordre persista jusqu’à ce que les autorités de tutelle décident d’assouplir les règles de vie monastiques dans cet établissement en lui donnant un statut de collégiale.

### Chapitre collégial noble
Les réformes successives de l’ordre bénédictin engagées ou proposées au XVe siècle provoquèrent de nombreux mécontentements au sein de la communauté des frères de la grande Comburg issus pour la plupart de la noblesse bien établie des régions avoisinantes. Le retour à une clôture religieuse renforcée et l’exigence de plus de discipline  demandés par les mouvements réformateurs ne correspondent plus à la configuration de la communauté combourgeoise.
Le couvent refusait d’abord d’accueillir des frères roturiers et ensuite ils n’entendaient pas adopter les nouvelles règles de l’ordre réclamant davantage d’austérité et de vie intérieure dans la prière et le travail. L’évêque de Wurtzbourg, Rudolf von Scherenberg, lui-même issu de familles nobles franconiennes, mit tout en œuvre pour trouver le meilleur compromis et apporta son soutien personnel à la transformation de l’abbaye bénédictine en chapitre collégial noble en 1488.
Après la première phase de prospérité de l’abbaye aux XIIe et XIIIe siècles, c’est le chapitre noble qui connut au XVIe siècle une nouvelle période de rayonnement suprarégional accompagné d’une aisance financière indispensable au bon fonctionnement de l’institution. La bonne gestion du prévôt Erasmus Neustetter (1551-1594) fut particulièrement remarquée.
Pendant la guerre de Trente Ans, le chapitre noble d’obédience catholique romaine fut provisoirement supprimé par le roi protestant Gustave Adolphe de Suède et transformé en fief domanial pour loyaux services rendus au colonel Bernhard Schaffalitzky von Muckadell. Après la défaite des Suédois, il fut fait prisonnier et à sa libération il rejoignit sa famille à Strasbourg où elle avait trouvé refuge. En 1638, il entra aux services de Bernard de Saxe-Weimar et mourut à Paris en 1641. Son corps fut transféré à Strasbourg, puis à Brackenheim, dans la région franconienne proche de Schwäbisch Hall et de la Comburg. 
Bien que le duché de Wurtemberg demeurât majoritairement luthérien, le chapitre noble fut rétabli après la paix de Westphalie. Grâce au prévôt Wilhelm Ulrich von Guttenberg (1695-1736) , le nouveau décanat fut créé à la grande Comburg et la construction de l’église collégiale de style baroque remplaça l’église romane primitive.

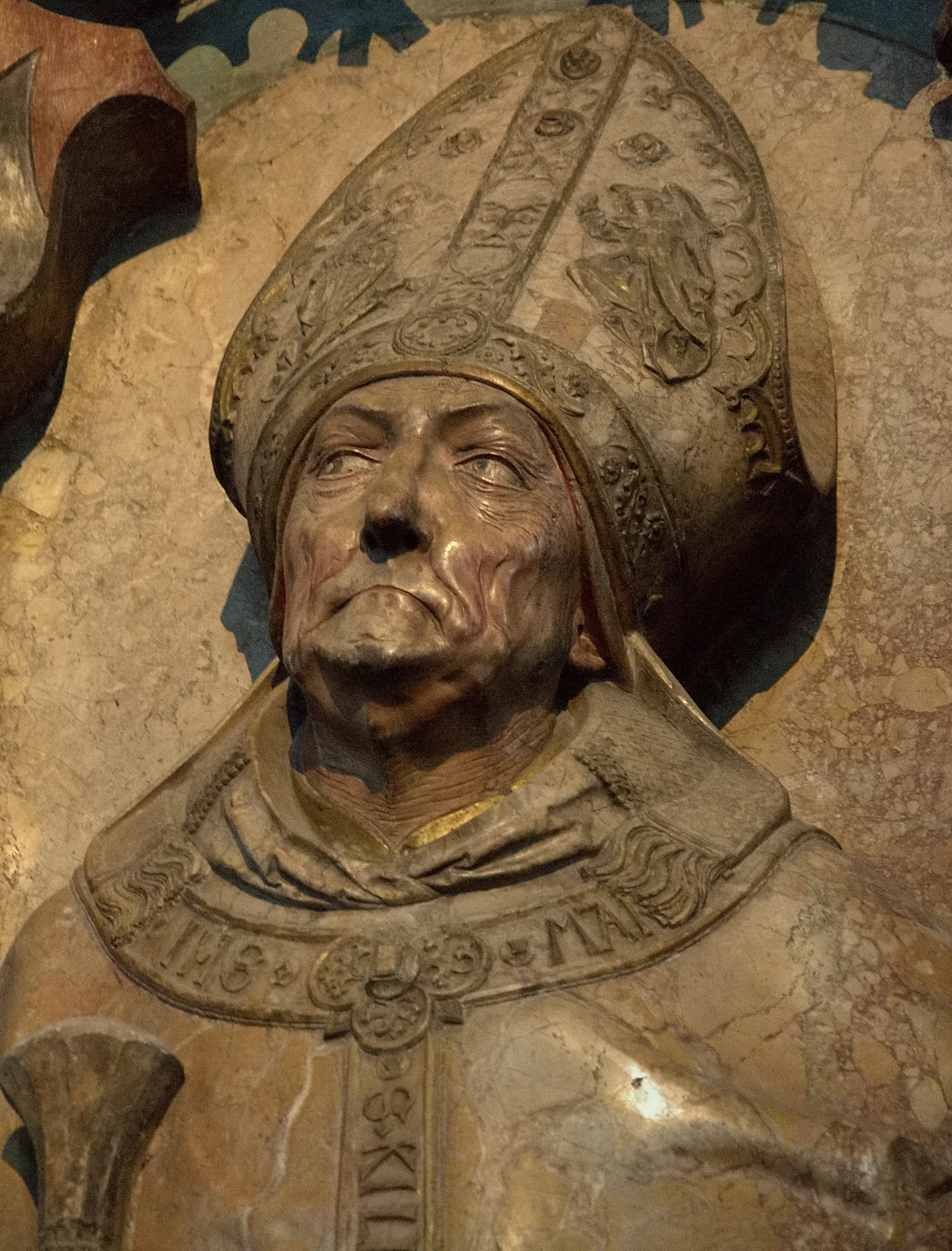
Rudolf von Scherenberg
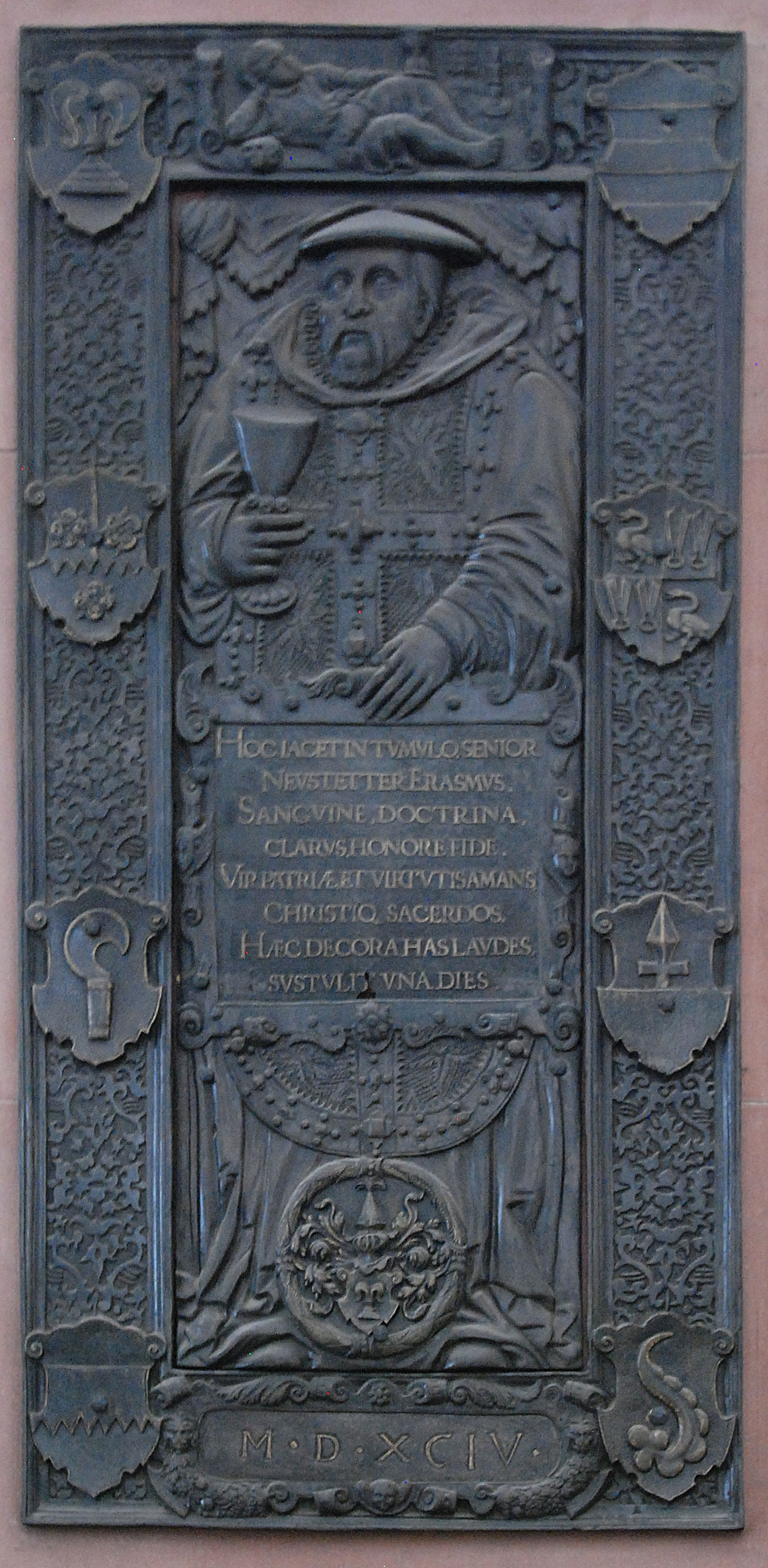
Erasmus Neustetter
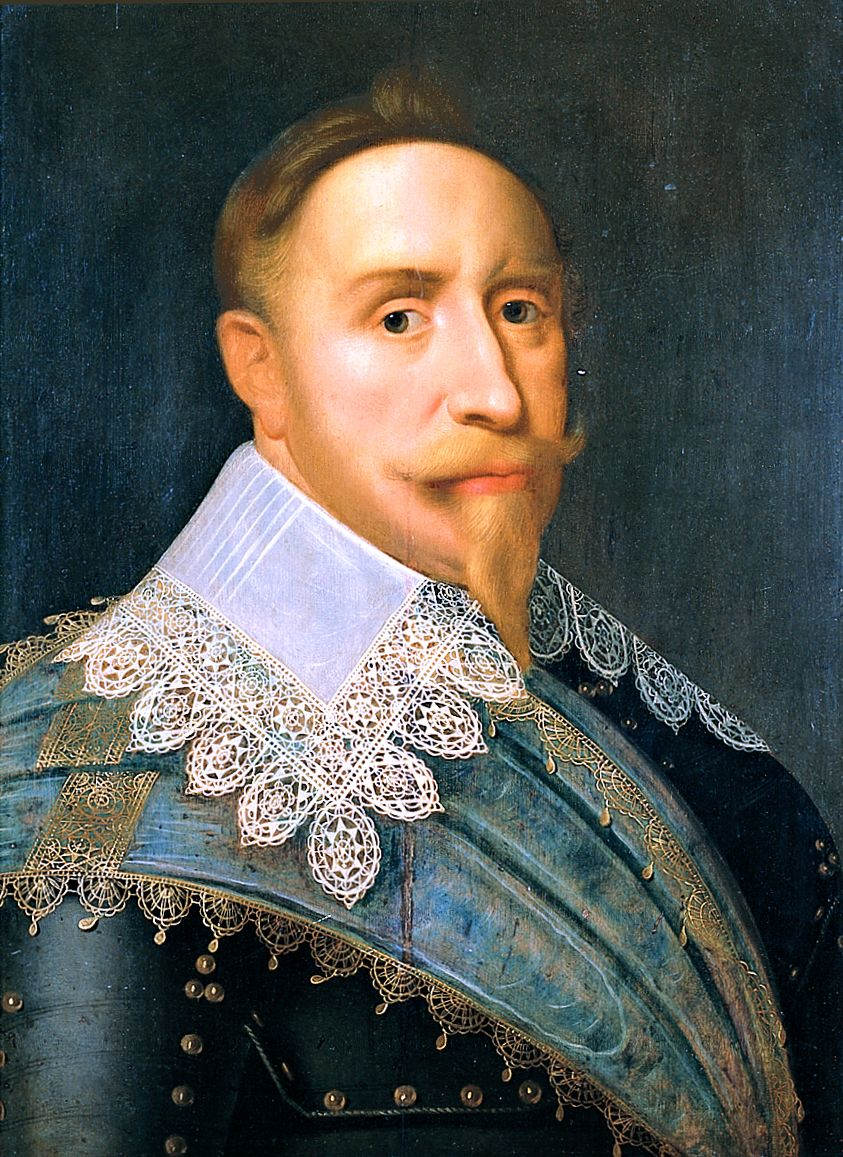
Gustave Adolphe de Suède
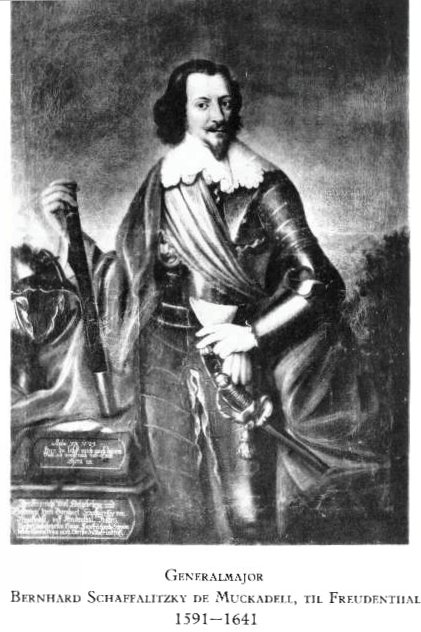
B. Schaffalitzky von Muckadell, armée suédoise, puis française au XVIIe siècle
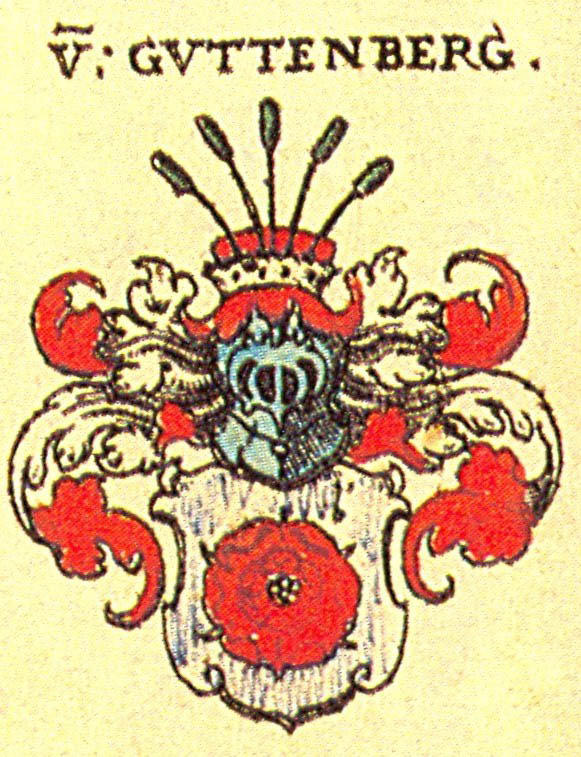
Blason de la maison des Guttenberg

### Biens et patronages de l'abbaye et du chapitre
Les propriétés dépendant de la grande Comburg étaient pour la plupart situées au sud et à l'est de l'abbaye. Quelques-unes étaient plus lointaines comme les prévôtés de Gebsattel près de  Rothenburg ob der Tauber, de Nussbaum près de Höchstberg et de Stein près de Ingelfingen.
Progressivement, les biens domaniaux de l'abbaye ont diminué de manière conséquente depuis le XIIIe siècle, soit par manque de fermeté dans la gestion de l'avoué, soit parce que des propriétés devaient être vendues pour la survie économique de l'institution. Au XVIe siècle, le chapitre noble ne possédait plus que  Steinbach, Hausen an der Rot, Großallmerspann et Gebsattel.
Toutes les autres anciennes possessions étaient devenues des condominiums où la souveraineté de l'abbaye combourgeoise se limitait aux biens qu'elle possédait en propre. Les droits seigneuriaux étaient constitués pour l'essentiel de droits de patronage.
L'abbaye ne put empêcher l'introduction de la Réforme dans les paroisses qui en dépendaient à l'exception de celles dont elles avaient la pleine souveraineté. Pour les paroisses protestantes, le chapitre dut nommer des pasteurs. L'intermède de la guerre de Trente Ans avec les essais de recatholisation sous la protection des troupes bavaroises n'eut aucun impact sur la durée.

### Affectations des bâtiments dans le domaine civil après 1803

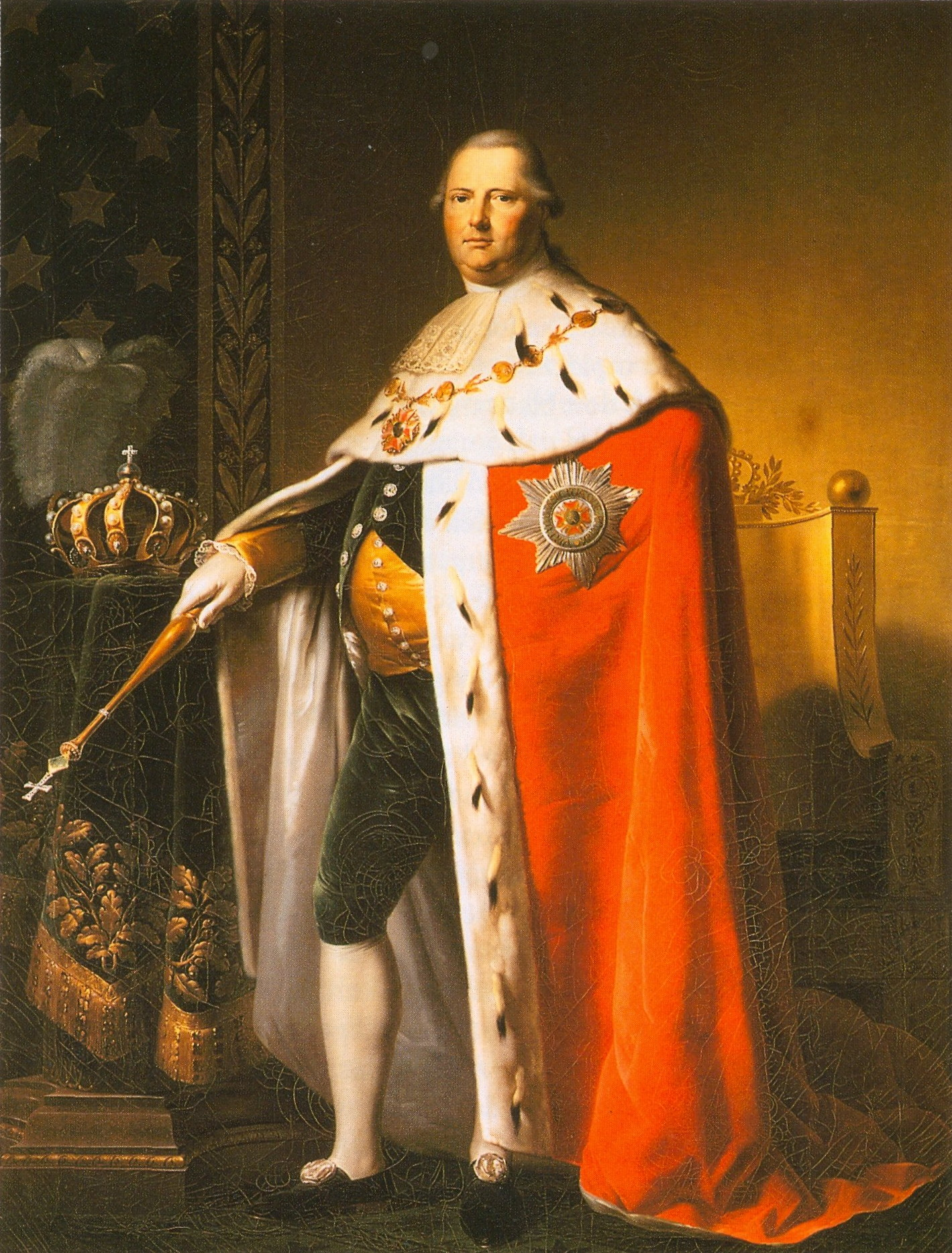
Roi Frédéric Ier de Wurtemberg, peinture de J.B. Seele.

C'est en 1803 que Frédéric Ier , duc, puis premier roi de Wurtemberg supprima le chapitre noble de Comburg après avoir l'occupé pendant un an, ce qui marqua la sécularisation de l'institution religieuse séculaire. Le trésor de l'église collégiale fut fondu pour réaliser de la monnaie ludwigsbourgeoise et la bibliothèque qui comportait de précieux manuscrits médiévaux a été transférée à la bibliothèque régionale du Wurtemberg à Stuttgart. 
- De 1817 à 1909, l'abbaye de la grande Comburg servait de casernement pour le corps d'honneur des soldats invalides.
- De 1926 à 1936, l'abbaye accueillit l'une des premières Volkshochschulen du Wurtemberg qui appliqua les nouvelles méthodes pédagogiques réformistes des années 1920.
- De 1936 à 1945, l'abbaye hébergea une école de formation dans le BTP, puis la section locale de la Hitlerjugend et du Reichsarbeitsdienst. Par ailleurs, il devint un camp pour prisonniers de guerre.
- De 1945 à 1947, les Personnes déplacées, les prisonniers de guerre et les travailleurs forcés qui recouvrèrent leur liberté y furent hébergés provisoirement en attendant mieux.
- De 1947 à 2004, l'ancienne abbaye bénédictine est devenue le siège de la Staatliche Akademie für Lehrerfortbildung pour la formation continue des professeurs.
- De 2004 à aujourd'hui, on y trouve l'une des antennes de la  Landesakademie für Fortbildung und Personalentwicklung an Schulen in Baden-Württemberg, autrement dit une institution de formation continue des enseignants et de recherche pour le développement des pratiques pédagogiques dans le Bade-Wurtemberg.

### Éléments architecturaux dignes d'intérêt

#### Enceinte fortifiée
À l'instar du monastère de Maulbronn, patrimoine mondial de l'humanité, la grande Comburg présente un ensemble architectural cohérent et intact comportant des bâtiments construits entre les XIe et XVIIIe siècles. C'est actuellement un atout sur le plan touristique ; de nombreuses abbayes de cette époque, autrefois très influentes, sont aujourd'hui des ruines. De ce fait, la Comburg fait partie des rares édifices médiévaux en Allemagne où il est encore possible de faire le tour de l'enceinte fortifiée par le chemin de ronde, comme à Rothenburg ob der Tauber par exemple.
- L'enceinte fortifiée est dotée de tourelles de guet du XVIe siècle qui confère à l'abbaye un caractère de château-fort. L'entrée de l'enceinte se fait, en effet, par une porte fortifiée flanquée de deux tours ;
- Les bâtiments de l'ancien décanat sont devenus un centre d'information pour les touristes avec un « Museumscafé » ;
- Le cloître modeste a été en fait partiellement reconstruit en 1965 car il fait partie des quelques parties de l'abbaye fortifiée qui ont été détruites ;
- La « Schenkenkapelle » rappelle par son nom la fonction d'avoué des Schenken von Limpurg ;
- La salle du chapitre de style roman comporte de nombreux tombeaux du XIIIe siècle ;
- La salle de l'empereur faisait partie de l'ancienne abbaye. On y reconnaît les fenêtres en arcade de style roman.

Comme la majeure partie des bâtiments sont utilisés soit par la paroisse catholique, soit par l'Académie régionale de formation continue des enseignants de Bade-Wurtemberg, seules quelques parties sont visitables par les touristes.

#### Églises et chapelles
- La Erhardskapelle du XIIIe siècle se distingue par sa forme hexagonale et ses deux étages aux ouvertures en arcade de style roman ; les historiens ne sont pas unanimes quant à la fonction première de cet édifice dont l'intérieur est recouvert de  fresques de l'époque romane ou de la Renaissance. Ce serait peut-être une chapelle du Saint-Sépulcre ;
- La Michaelskapelle est directement à l'entrée de l'enceinte après la porte fortifiée;
- L'église collégiale Saint-Nicolas fut conçue et construite par l'architecte Joseph Greissing de 1706 à 1715 en lieu et place de l'ancienne basilique romane consacrée en 1088 dont le nouveau bâtiment a conservé les trois tours du roman tardif. De l'église initiale, le nouvel édifice baroque a intégré l'antependium en tôle cuivrée et le grand lustre en tôle cuivre doré et argenté datant tous les deux du XIIe siècle. Le lustre du type couronne de lumières, d'un périmètre de 15,77 m représente la Jérusalem céleste. De même, on y trouve le sarcophage des fondateurs datant de 1180. De la période baroque, le visiteur remarque rapidement le haut autel de l'artiste wurtzbourgeois Balthasar Esterbauer et l'autel Saint-Pierre-et-Paul du sculpteur Michael Kern.

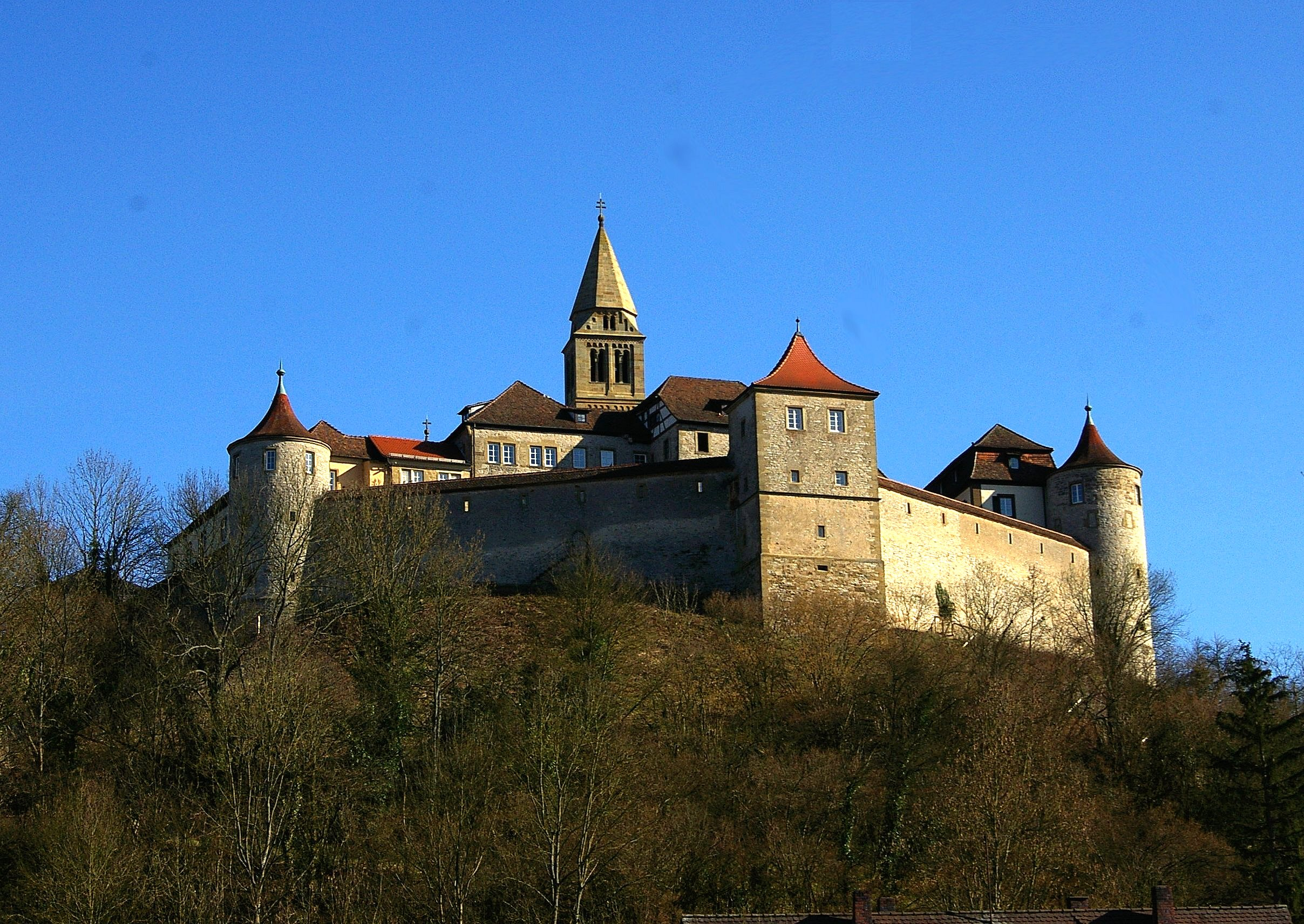
Enceinte fortifiée de la grande Comburg (2007).
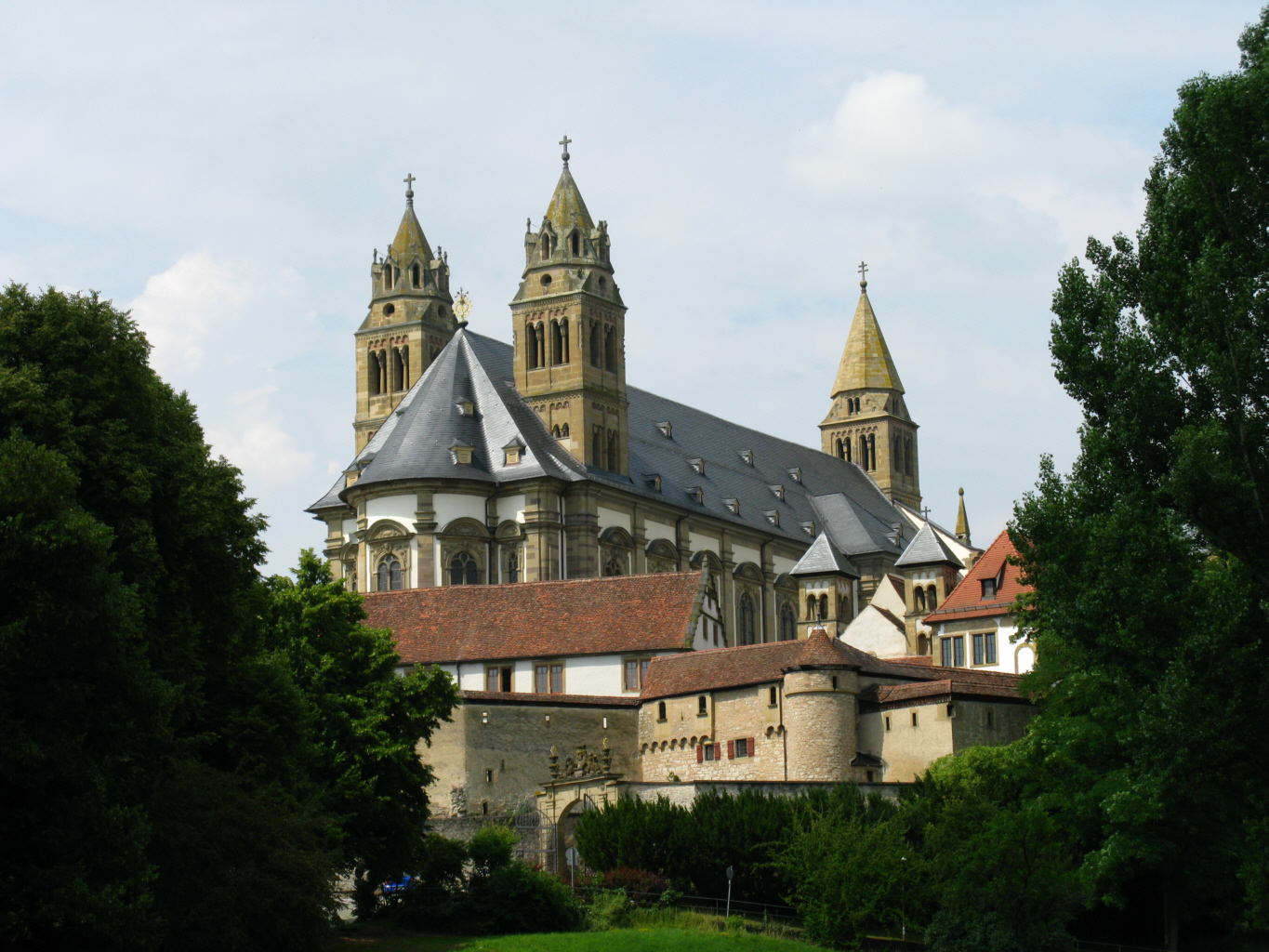
Tours de l'église Saint-Nicolas.
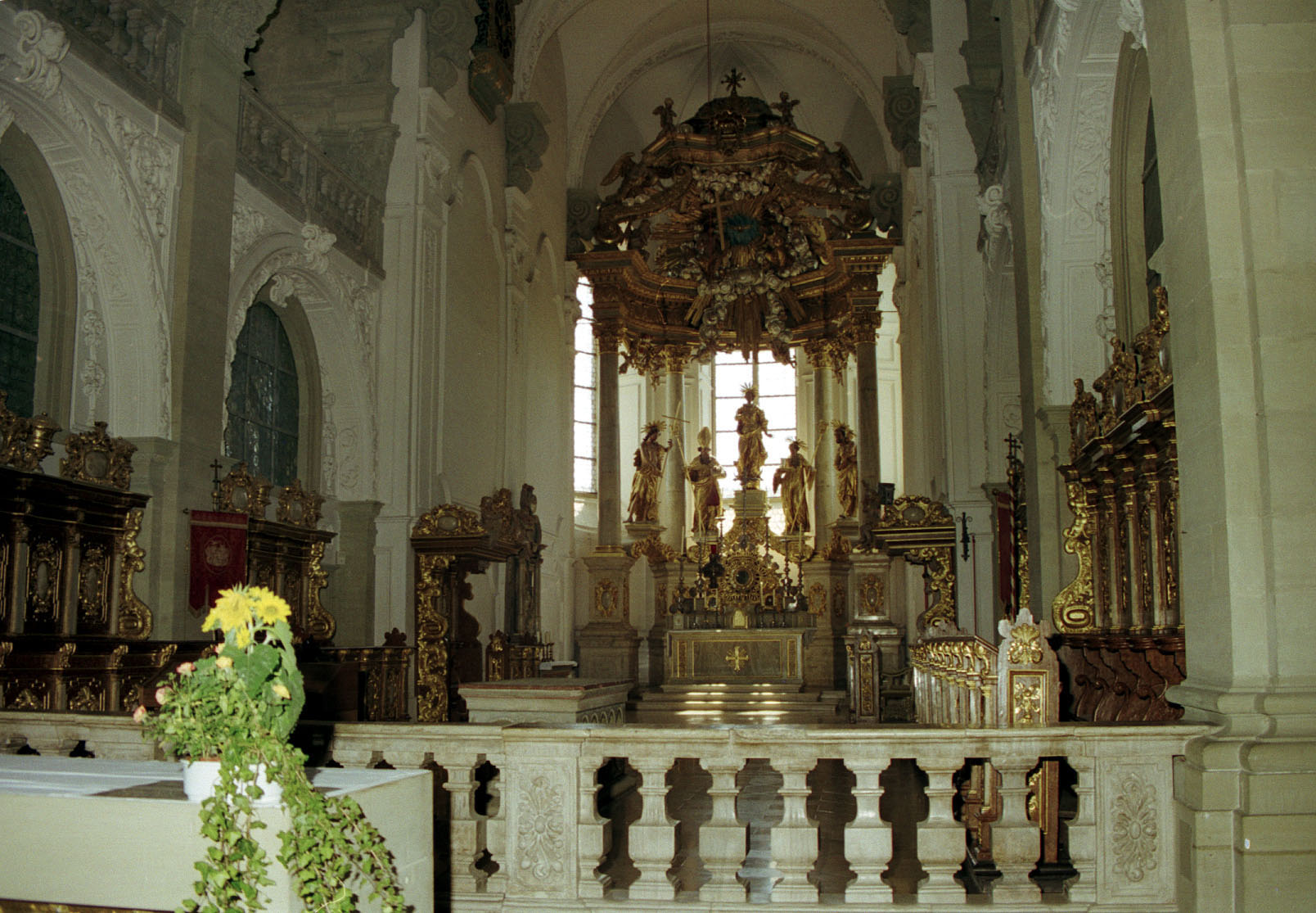
Chœur de l'église Saint-Nicolas.
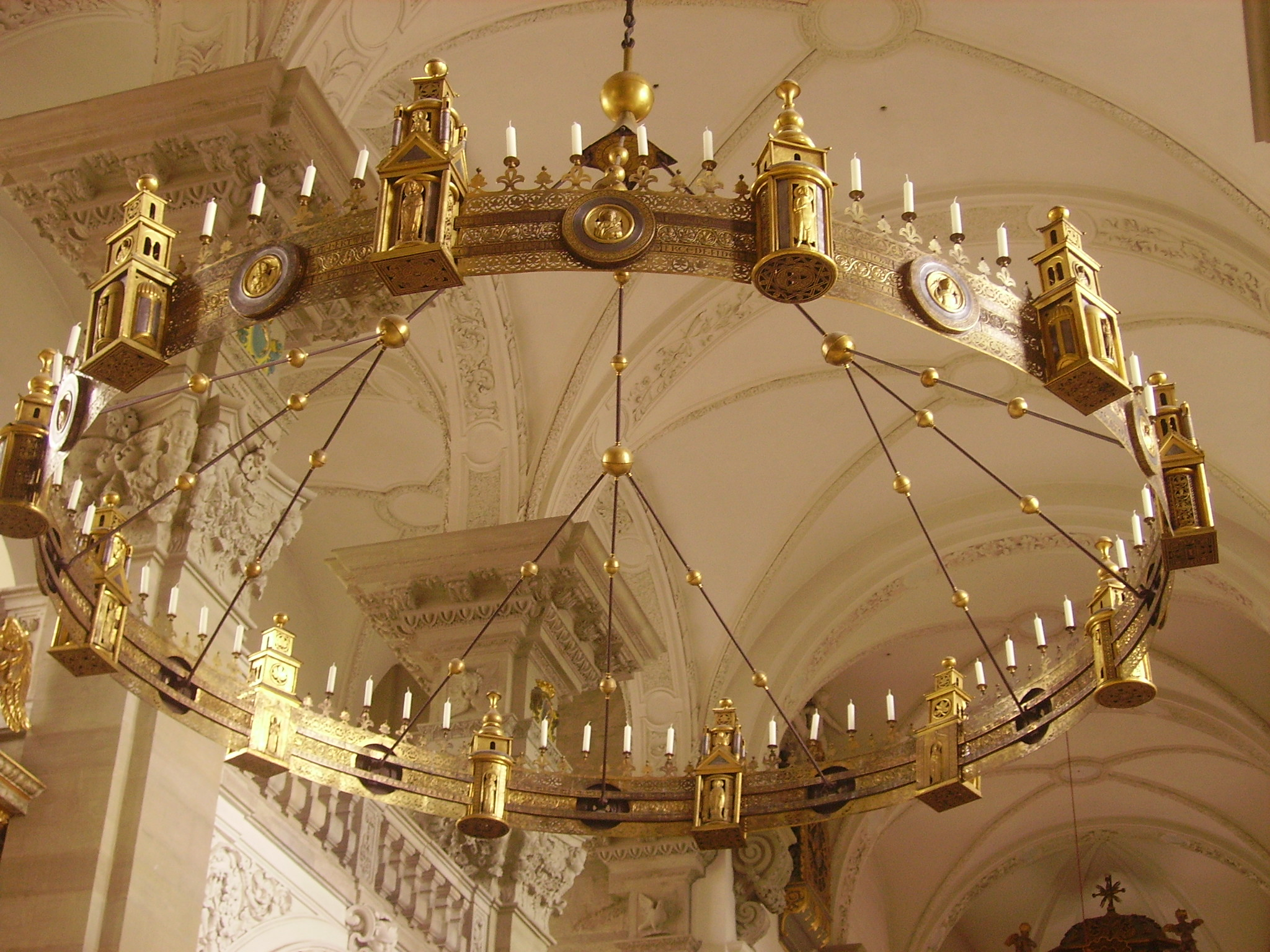
Lustre (XIIe siècle) de l'église Saint-Nicolas.
Salle du chapitre.
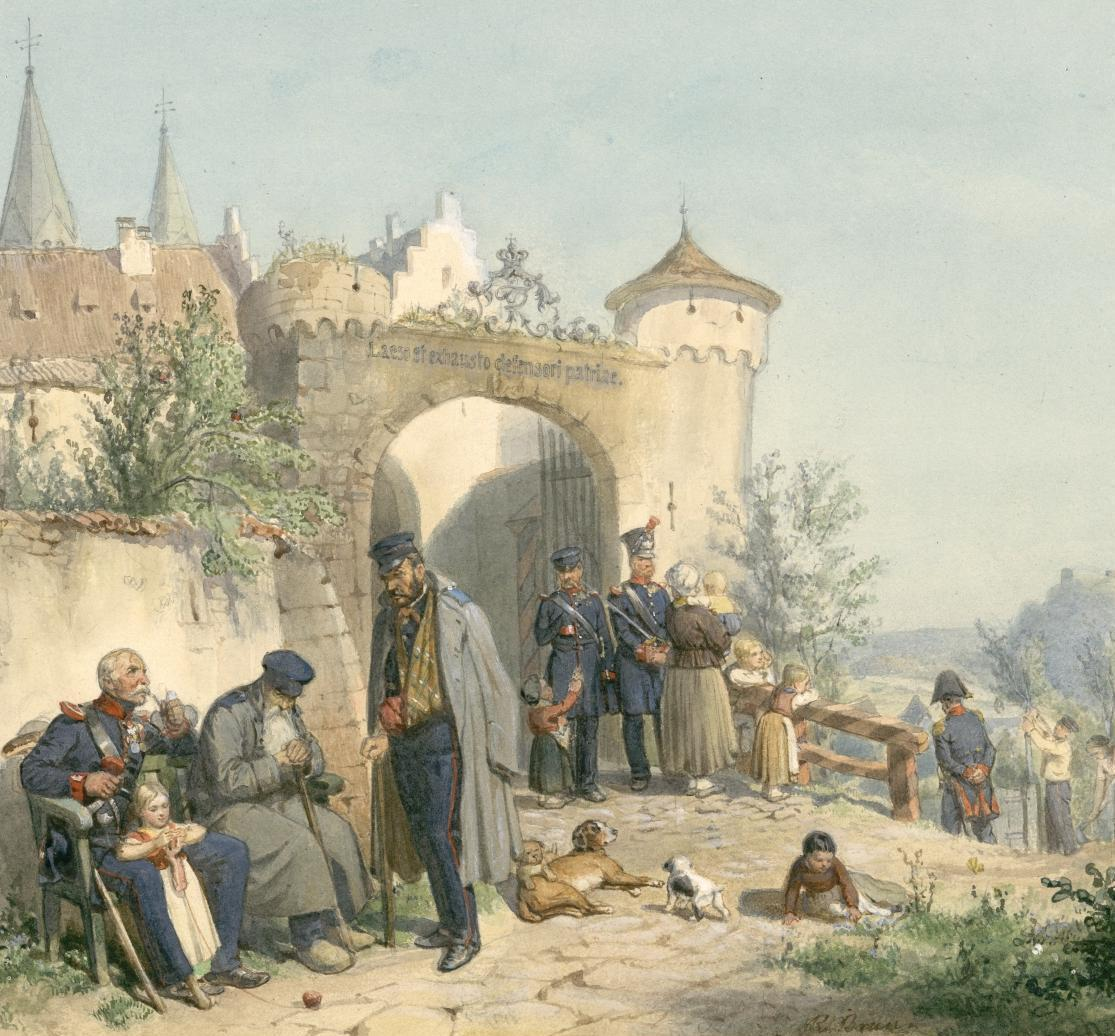
Porte fortifiée et garnison du Corps des invalides de guerre.
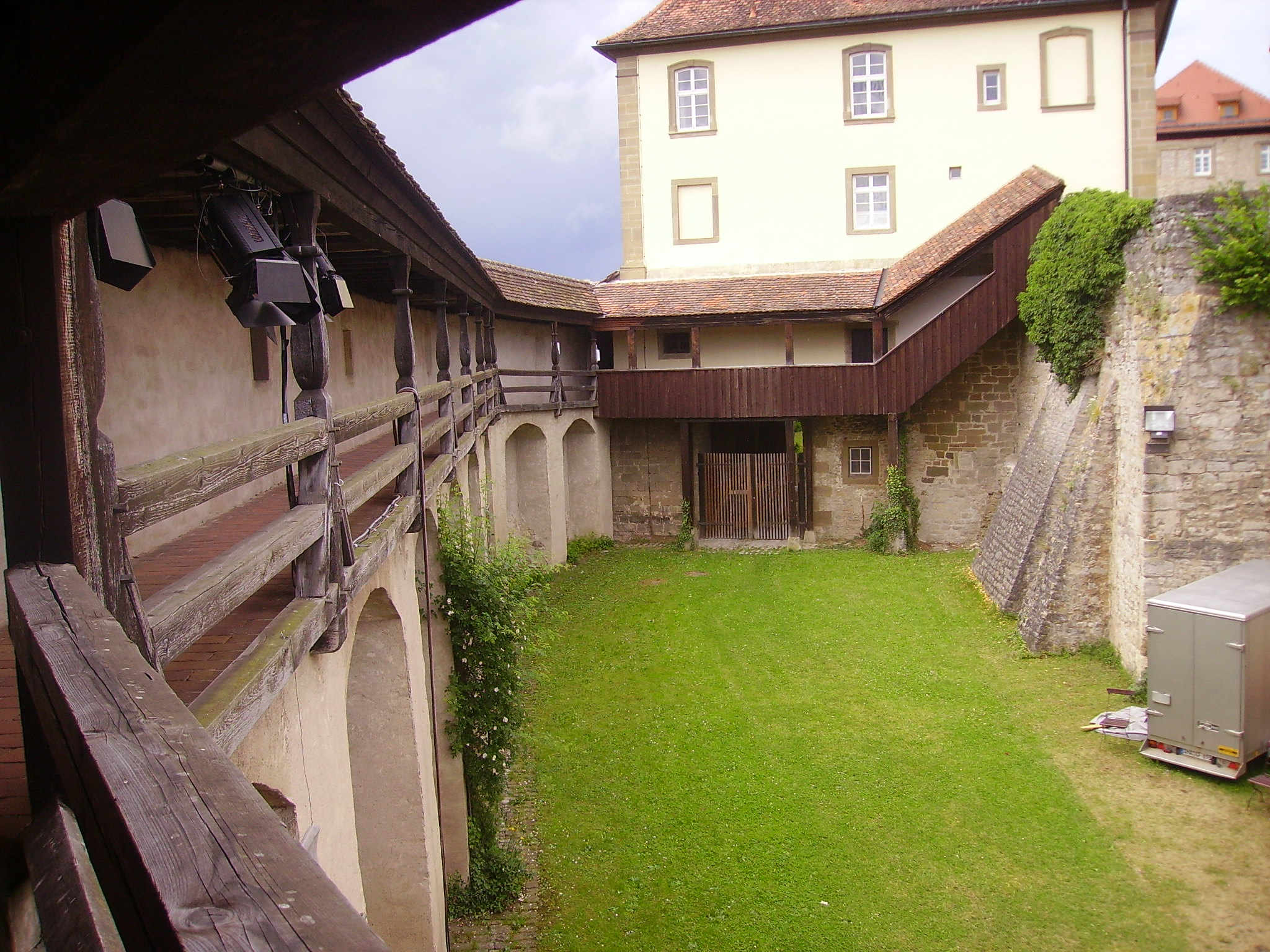
Chemin de ronde

## La petite Comburg
L’abbaye de la petite Comburg est située au sud en face de la grande abbaye au-dessus du village de Steinbach, annexe de Schwäbisch Hall.

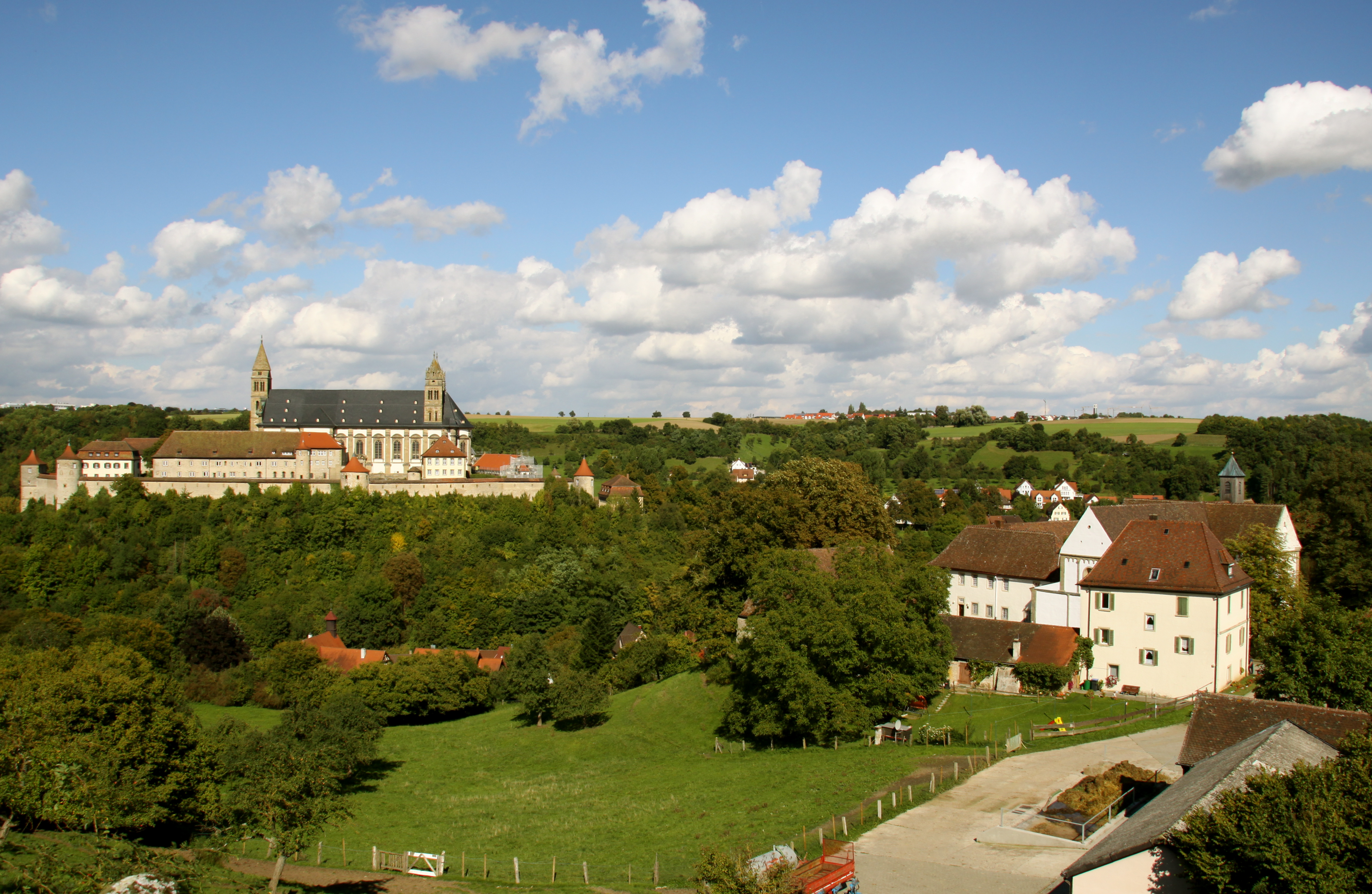
La petite Comburg (à droite) et la grande (au fond à gauche)

Le manque de sources écrites ne permet pas de remonter aux origines de la petite Comburg avec certitude. Il semble acquis qu’elle soit ultérieure à la grande Comburg. Le chroniqueur hallois, Georg Widman, écrit au XVIe siècle que le ministériel Wignand de Mayence  et le comte Heinrich de Comburg-Rothenburg, donc le frère du fondateur de la grande Comburg, Burkhard, auraient fondé en 1188 un couvent pour femmes à cet endroit dans lequel seraient entrées leurs deux épouses respectives. Dans le codex d’Hirsau, l’épouse est effectivement évoquée comme sœur converse sans indication de l’établissement dont elle aurait dépendu. 
Comme d’autres indications de Widman sur cet établissement religieux ont été infirmées a posteriori par les chercheurs, et en l’absence de pièces officielles, les informations sur les fondateurs et leurs épouses doivent être considérées avec prudence. 
Un acte de 1291 dont une copie du XVe siècle était  conservée à la grande Comburg cite sans équivoque l’existence d’un couvent de femmes à la petite Comburg. Il est question d’un prévôt, d’une maîtresse (« magistra ») et de nonnes à  Saint Égide (« dominae sancti Egidii aput Camberg ») qui  possédaient des parts à la saline de Schwäbisch Hall. Les propriétés de cet établissement devaient être gérées indépendamment de celles de l’abbaye d’hommes en face.

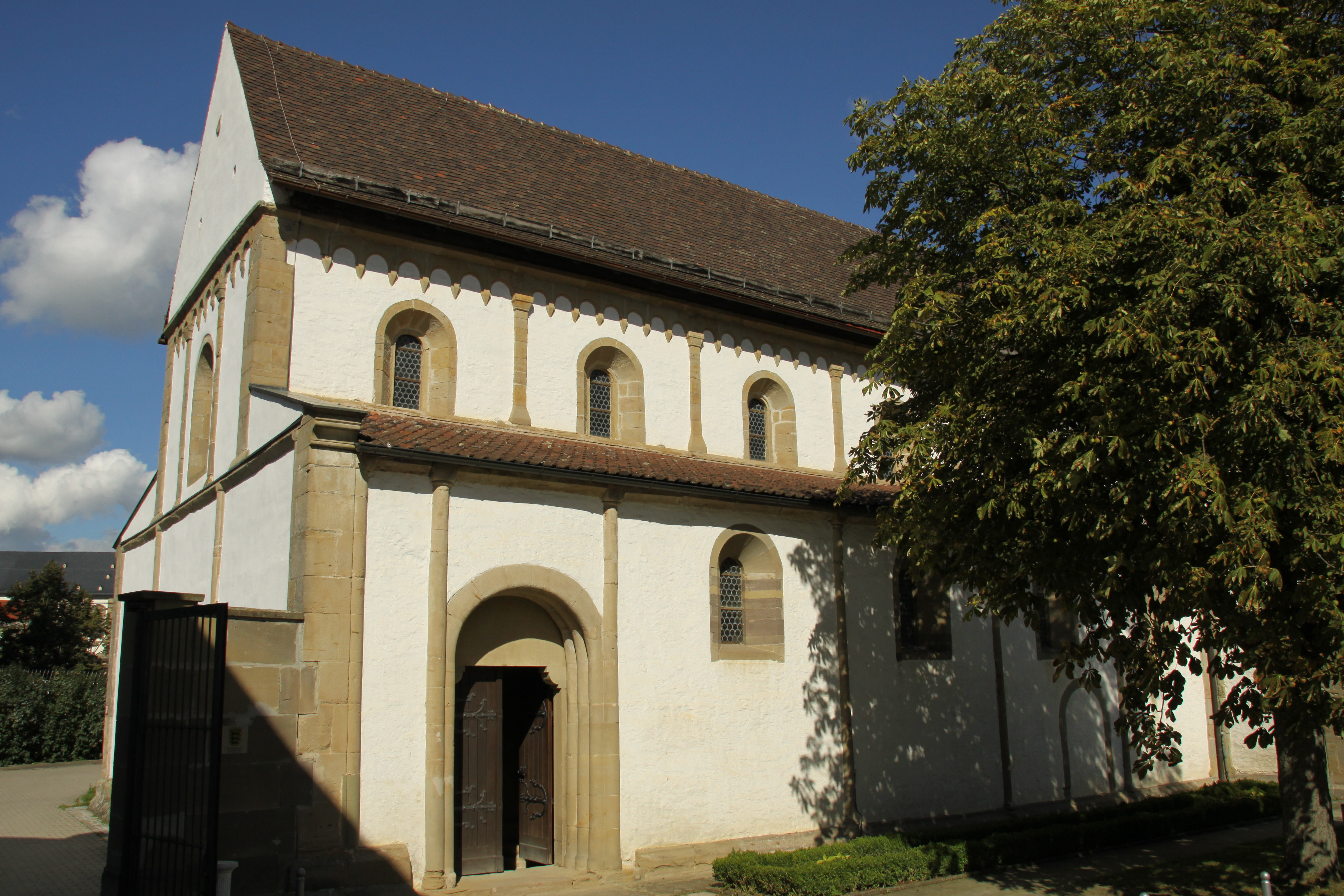
Église romane de la petite Comburg

Le registre des détenteurs de parts de l’exploitation de sel d’origine terrestre à Schwäbisch Hall en 1306 ne cite plus les sœurs du couvent de la petite Comburg. Elles ont dû les rétrocéder à des bourgeois de la ville impériale ou d’autres familles nobles. 
Aucune trace dans la pierre n’a pu être trouvée pour attester le premier couvent de femmes, mais les datations ont effectivement confirmé que l’église Saint-Égide a été construite autour de 1100. Toutefois la forme en basilique n’est pas typique des couvents féminins et il manque une galerie ou un espace de stalles clos si caractéristique des couvents de nonnes qui empêchent tout entrée en contact entre les sœurs et les autres fidèles assistant à la messe. L’historien Eberhard Hause penche plutôt pour un refuge où se retiraient les veuves de la famille comtale. La fondation du couvent en 1108 serait pour lui une légende.
De nombreuses pièces d’archives confirment en revanche que depuis le XIIIe siècle, l’édifice était le siège d’une prépositure de la grande Comburg, donc le domicile et lieu de travail d’un prévôt rattaché à un chapitre canonial. Le premier prévôt fut un certain Berchtoldus nommé dans les actes de 1283 et le dernier attesté par les documents semble avoir été Jörg von Rinderbach en 1464. La petite Comburg conserva ce statut jusqu’au XVe siècle et resta toutefois  un couvent indépendant ; nulle part, il n’est fait mention que la petite Comburg serait un prieuré de la grande Comburg.
- La grande Comburg cède la petite Comburg à l’ordre des Capucins en 1684 qui en fait d’abord un hospice[10]
- En 1713, ils y installent un couvent que le royaume de Wurtemberg sécularise en 1802[10].
- De 1861 à 1867, l’édifice redevient un couvent de sœurs franciscaines[10].
- De 1877 à 2015, l’ancien couvent sera une annexe de l'établissement pénitentiaire de Schwäbisch Hall[10]. L’église Saint-Égide n’est plus utilisée pour les offices religieux.

Cette église est une basilique romane dans le style austère de la réforme de Hirsau de début du XIIe siècle. Les peintures murales de l’apside et dans la voûte du chœur   ont été restaurées dans les années 1878-79. Cette église est considérée comme étant l’édifice roman de loin le mieux conservé et moins dénaturé de la région.
Il n’est pas possible de visiter les bâtiments de l’ancien couvent, notamment parce qu’ils n’ont que très peu d’intérêt artistique.
Une donation importante du chanoine  de la grande Comburg, Ignaz von Pfürdt, permit aux capucins de construire un nouveau bâtiment conventuel sur le côté nord de l'église. L'architecte de la grande Comburg, Joseph Greissing, fut chargé des travaux. La restauration et la rénovation de l'ensemble du complexe furent réalisées dans les années 1966-1972.